# Терня
Терня (словац. Terňa) — село в окрузі Пряшів Пряшівського краю Словаччини. Площа села 29,41 км². Станом на 31 грудня 2016 року в селі проживав 1291 житель.

## Історія
Перші згадки про село датуються 1259 роком.

## Географія
Протікає річка Тернянка і Потоцький потік.

## Населення
| Рік:            | 1994. | 2004.   | 2014.    | 2024.   |
| --------------- | ----- | ------- | -------- | ------- |
| Кількість осіб: | 983   | 1075    | 1234     | 1340    |
| Різниця:        |       | +9,35 % | +14,79 % | +8,58 % |

| Рік:            | 2023. | 2024.   |
| --------------- | ----- | ------- |
| Кількість осіб: | 1335  | 1340    |
| Різниця:        |       | +0,37 % |